# The Perl Foundation

Logo der Perl Foundation

 The Perl Foundation (TPF) ist eine seit 2000 bestehende, anerkannt gemeinnützige Organisation mit Sitz in Holland (Michigan), Vereinigte Staaten, die sich für die Verbesserung der Programmiersprache Perl und für die Unterstützung der Gemeinschaft ihrer Benutzer einsetzt. Sie wird von Spenden finanziert und derzeit von Jim Brandt geleitet. Das Logo der TPF ist eine aufgeschnittene Zwiebel, eine Anspielung auf die „State of the Onion“-Berichte zur aktuellen Lage von Perl, die vom Erfinder Larry Wall jährlich auf der O’Reilly Open Source Convention gehalten werden.

## Geschichte
Die TPF ging aus der Yet Another Society (YAS) hervor und wurde von dem damaligen YAS-Mitbegründer Kurt DeMaagd und Kevin Lenzo gegründet, der ihr erster Vorsitzender wurde. Von 2002 bis Oktober 2005 wurde die TPF von Allison Randal geleitet.

## Aufbau
Die Leitung der TPF übernimmt der Vorstand bestehend aus:
- Jim Brandt, Präsident
- Nathan Torkington, Versammlungsleiter
- Dan Wright, Schatzmeister
- Makoto Nozaki
- Curtis "Ovid" Poe
- Allison Randal
- Kurt DeMaagd

Ein Grants Committee entscheidet über die Vergabe der Gelder und das Conferences Committee sorgt für die Organisation von Perl-Konferenzen (z. B. die YAPC::NA). Da die TPF eine Art Selbstorganisation von Freiwilligen ist, geschieht vieles auf individuelle Initiative. Personelle Überschneidungen der Komitees sind gering. 

## Aufgaben
Die Foundation sammelt Spenden von Firmen, Organisationen und Privatpersonen und unterstützt mit diesen Geldern die Entwicklung von Perl 6, Parrot, wichtiger Perl Module im CPAN, sowie außergewöhnliche Perl-Projekte wie pVoice, das behinderten Menschen hilft mit zwei Knöpfen ihren Computer zu bedienen.
Des Weiteren betreibt die TPF-Webserver, die wichtige Internetseiten der Perl-Gemeinschaft bereitstellen:
- perl.org – zentrale Anlaufstelle für Perl
- perldoc.perl.org – PerlDoc: offizielle  Perl Dokumentation
- blogs.perl.org – zentrale Blogging-Platform für Perl-Benutzer, die das abgestellte use.perl.org ersetzt
- perlmonks.org – Perl Monks: internationales Forum für Perl-Programmierer mit Wissenssammlung
- pm.org – Perl Mongers: lokale Benutzergruppen
- Seiten verschiedener Perl-Projekte wie z. B. Catalyst, Maypole und POE.

Die TPF koordiniert auch die Tätigkeiten verschiedener Benutzergruppen und organisiert Konferenzen wie die Yet Another Perl Conference in Nordamerika. Seit 1999 zeichnet die TPF in Zusammenarbeit mit den Perl Monger und dem O’Reilly Verlag jährlich drei Menschen mit dem White Camel Award aus. Dieser Preis dient der Ehrung herausragender und langjährige Verdienste zur Verbesserung der Sprache oder Unterstützung der Benutzergemeinde.
Die TPF verwaltet das Urheberrecht an Perl 5, Perl 6.